# Sølve Sundsbø

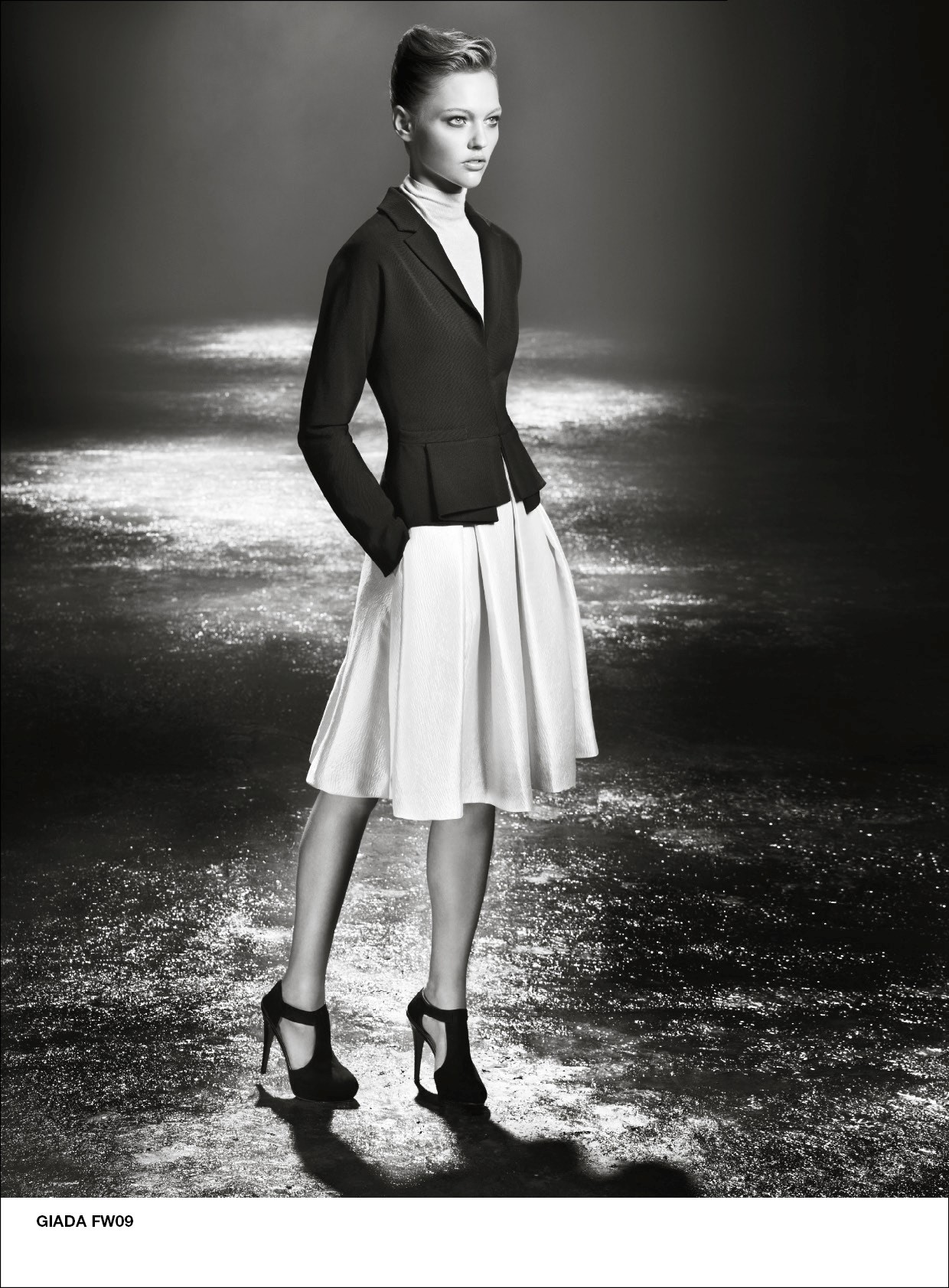
Sølve Sundsbø für Giada

Sølve Sundsbø (* 14. Oktober 1970) ist ein norwegischer Modefotograf und Filmschaffender, der in London lebt.

## Karriere
Er arbeitet regelmäßig für Zeitschriften, wie die Italienische Vogue. Er studierte am London College of Printing. Bekannt wurde er auch durch sein Cover-Art von Coldplays „A Rush Of Blood To The Head“. Sølve Sundsbø ist in der permanenten Kollektion der National Portrait Gallery London vertreten. 2011 gewann er einen Emmy Award.